# Bercianos del Real Camino
Bercianos del Real Camino – gmina w Hiszpanii, w prowincji León, w Kastylii i León, o powierzchni 34,24 km². W 2011 roku gmina liczyła 195 mieszkańców.